# Estrébœuf
Estrébœuf é uma comuna francesa na região administrativa de Altos da França, no departamento de Somme. Estende-se por uma área de 6,24 km². Em 2010 a comuna tinha 244 habitantes (densidade: 39,1 hab./km²).